# Внутренний фактор
Внутренний фактор (фактор Касла) — белок, связывающий витамин B12 (поступающий с пищей) и переводящий его в усваиваемую форму. Представляет собой одноцепочечный гликопротеин, состоящий из 340 аминокислотных остатков, с молекулярным весом около 44 кДа.
В ротовой полости  B12 связывается с гликопротеином транскобаламином 1 (TCN1), который защищает витамин от расщепления в кислой среде желудка. В тонкой кишке ферменты поджелудочной железы расщепляют TCN1, и B12 связывается с фактором Касла. 
Основная роль фактора Касла заключается в образовании с витамином B12 лабильного комплекса, который всасывается эпителиальными клетками подвздошной кишки. 
Всасывание усиливается в присутствии ионов кальция, бикарбонатов и ферментов поджелудочной железы. В клетках кишечного эпителия B12 отделяется от фактора Касла и связывается еще с одним белком, транскобаламином 2, в комплексе с которым поступает в кровь и депонируется в печени. 
B12 усиливает кроветворную функцию костного мозга, а также регулирует функции нервной ткани и желудочно-кишечного тракта.
Фактор Касла секретируется париетальными клетками фундальных желёз, располагающихся в области дна и тела желудка.

## Антитела к внутреннему фактору
- I тип (блокирующие антитела) — блокируют сайт связывания кобаламина в молекуле внутреннего фактора, препятствуют захвату витамина B12.
- II тип (связывающие антитела) — блокируют другие сайты молекулы внутреннего фактора, участвующие в прикреплении комплекса к рецепторам клеток подвздошной кишки.

## Нарушения
Секреция внутреннего фактора Касла может снизиться или полностью прекратиться при поражении желудочно-кишечного тракта (например, при воспалительном процессе, раке), при удалении части желудка или тонкой кишки и т. д. В этих случаях нарушается связывание и всасывание витамина B12, что приводит к развитию B12-дефицитной мегалобластной, или пернициозной, анемии.